# Veronica Kristiansen
Veronica Egebakken Kristiansen, född 10 juli 1990 i Egersund i Stavanger, är en norsk handbollsspelare, niometersspelare.

## Karriär

### Klubblagsspel
Veronica Kristiansen började handbollskarriären i Mjøndalen IF tillsammans med  sina systrar. 2009 kom hon och hennes äldre syster Charlotte Kristiansen till Våg Håndballklubb, närmare bestämt klubbens elitlag Vipers Kristiansand, där hon spelade i två säsonger. Med laget fick hon bland annat vinna ett NM-silver efter att Vipers Kristiansand förlorade finalen mot Larvik HK. 2011 återförenades hon med systrarna i Glassverket IF, där de var med om att spela upp laget i högsta norska ligan, Postenligan.
Den 30 mars 2015 meddelades att Veronica Kristiansen hade signerat ett kontrakt med den danska handbollsklubben FC Midtjylland Håndbold. I sin sista säsong för klubben i Danmark blev hon lagkapten. I november 2017 förnyade hon kontraktet med FC Midtjylland med fyra år, fram till 2021. I Danmark hon vann hon silver och brons i danska mästerskapet och hon tog hem den danska cupen 2015 och spelade final 2016. 
Den 12 februari 2018 blev det känt att hon skulle spela för världens bästa klubblag Győri ETO KC tillsammans med landslagskamraterna Kari Brattset, Nora Mørk, Stine Bredal Oftedal och Kari Aalvik Grimsbø. Med Győr vann hon ungerska mästerskapet, ungerska cupen och dessutom Champions League 2019.

### Landslagsspel
Veronika Kristiansen spelade 14 landskamper för norska U18-landslaget och sedan 30 matcher för U20-landslaget. 2009 vann hon U19-EM med Norge och 2010 vann hon U20-VM med Norge. Hon debuterade 20 mars 2013 i norska A-landslaget i en match mod Danmark och mästerskapsdebuterade i VM 2013 och var med i 7 matcher och stod för 6 mål. 2012 var hon med i bruttotruppen till EM men kom inte med bland de 16 som spelade i mästerskapet. 2014 i EM vann  hon  sitt första mästerskapsguld då Norge tog hem guldet. Ett år senare vann hon världsmästerskapet i Danmark med Norge. Vid OS 2016 i Rio de Janeiro blev det en bronsmedalj för henne. 2016 vid EM i Sverige tog hon hem sin andra EM-titel. 2017 besegrades Norge i VM-finalen i Tyskland av Frankrike så då blev det en silvermedalj. 2018 lyckades inte Norge ta sig till semifinal utan slutade femma i mästerskapet. I VM 2019 var Veronika Kristiansen skadad och deltog inte. 2020 vid EM i Danmark tog Kristiansen sitt tredje EM-guld. Hon var med och försvarade OS-bronset i Tokyo 2020. I OS 2024 i Paris vann Kristiansen guldmedaljen och har därmed vunnit EM ,VM och OS med Norge.

## Meriter i klubblag
- EHF Champions League 2019 och 2024
- Danska cupen 2015
- Ungerska mästerskapet 2019, 2022 och 2023
- Ungerska cupen 2019 och 2021

## Privatliv
Veronica Kristiansen är mellansyster av tre systrar. Både den äldre Charlotte Kristiansen och framför allt den yngre Jeanett Kristiansen spelar handboll, den sistnämnde är en stor profil i danska klubben Herning-Ikast.

### Individuella utmärkelser
- All Star Team Vänsternia i Postenligan (Norge) 2013/2014
- All Star Team Mittnia i Damehåndboldligaen (Danmark): 2017/2018
- Årets spelare i Damehåndboldligaen: 2017/2018[8]
- All Star Team Mittnia i EHF Champions League: 2018